# Кики Димула
Кики Димула (на гръцки: Κική Δημουλά), по баща Раду, е гръцка поетеса.

## Биография
Родена е в Атина, Гърция на 19 юни 1931 г. Работи като служител в Банката на Гърция. Омъжва се за поета Атос Димулас (1921 – 1985), с когато имат 2 деца.

## Творчество
Творчеството на Димула е свързано с екзистенциалното разпадане на следвоенната ера. Централните теми в творбите ѝ са безнадеждността, несигурността, липсата и забравата. Използвайки различни субекти (от „Момчето на Марлборо“ до мобилните телефони) и усукана граматика по неконвенционални начини, тя акцентира на силата на думите чрез учудване и изненада, но винаги успява да запази усещане за надежда.
Поезията ѝ е преведена на английски, френски, немски, шведски, датски, испански, италиански, български и други езици. През 2014 г. в 11-ото издание на „Тинпахар“ се публикува „Кики Димула в превод“, което включва 3 английски превода на нейните по-известни творби.

## Признание
Награждавана е 2 пъти с гръцката държавна награда (1971, 1988), както и с наградата „Костас и Елени Уранис“ (1994) и Αριστείο Γραμμάτων на Атинската академия (2001). През 2009 г. получава Европейска награда за литература. От 2002 г. Димула е член на Атинската академия..

## Творби
- Ποιήματα (Poems), 1952
- Έρεβος (Erebus), 1956
- Ερήμην (In absentia), 1958
- Επί τα ίχνη (On the trail), 1963
- Το λίγο του κόσμου (The Little of the World), 1971
- Το Τελευταίο Σώμα μου (My last body), 1981
- Χαίρε ποτέ (Farewell Never), 1988
- Η εφηβεία της Λήθης (Lethe's Adolescense), 1996
- Eνός λεπτού μαζί (One Minute's Together), 1998
- Ήχος απομακρύνσεων (Departure's Sound), 2001
- Χλόη θερμοκηπίου (Glass-house lawn), 2005
- Μεταφερθήκαμε παραπλεύρως (We moved next door), 2007
- Συνάντηση (Meeting), 2007 (Anthology with seventy-three paintings Psychopedis John)
- Έρανος Σκεψεων, 2009
- Τα εύρετρα, 2010
- Δημόσιος Καιρός, 2014